# Ulises Poirier
Ulises „El Gringo” Poirier Puelma (ur. 2 lutego 1897 w Valparaíso, zm. 14 marca 1977) – chilijski piłkarz grający na pozycji obrońcy.
„El Gringo” to prawdziwa legenda rodzimego La Cruz FC. W latach 1919–1930 był niemal zawsze podstawowym zawodnikiem reprezentacji Chile, z którą brał udział w Copa América w latach Copa América 1919, Copa América 1920, Copa América 1922 i Copa América 1926 oraz w mistrzostwach świata 1930.
Podczas kariery zawodniczej Poirier reprezentował jeszcze barwy CSD Colo-Colo oraz CD San Luis.